# Comuna Paide
Paide este o comună (vald) din Comitatul Järva, Estonia.
Comuna cuprinde 28 sate, care intră în zona periurbană a orașului Paide, care are și statut de reședință a comunei.

## Localități componente

### Sate
- Anna küla
- Eivere
- Kirila
- Korba
- Kriilevälja
- Mustla
- Mustla Nõmme
- Mäeküla
- Mäo (în germană Mexhof; localitatea a fost locuită de germanii baltici)
- Mündi
- Nurme
- Nurmsi (în germană Nurmsi; localitatea a fost locuită de germanii baltici)
- Ojaküla
- Otiku
- Pikaküla
- Prääma
- Puiatu
- Purdi
- Sargvere
- Seinapalu
- Sillaotsa
- Suurpalu
- Sõmeru
- Tarbja
- Valgma
- Veskiaru
- Viraksaare
- Võõbu